# ソード・ワールドRPGアドベンチャー
「ソード・ワールドRPGアドベンチャー」は月刊ドラゴンマガジン1993年5月号で企画が発表・アイディア募集が開始され、同年9月号から1996年まで連載された、ソード・ワールドRPGの読者参加企画、および小説作品全5巻の題名。略称は「アドベンチャー」。執筆者は山本弘。イラストレーターは田中久仁彦、草河遊也、針玉ヒロキ。

## ナイトブレイカーズ
主人公パーティーは、フォーセリア世界初のロックバンドを作ろうと企てるリュクティとその五人の仲間、レイハ、サティア、シャディ、ボウイ、ティリーの計6人からなり、「ナイトブレイカーズ」と命名された。連載初期のハガキ紹介ページにおいて、バンド名候補の一部が紹介されている。
リュクティ・アルバスノット
バンド「ナイトブレイカーズ」を結成し、自らの「新しい音楽」を世に広めることを目指す吟遊詩人の青年。左利き用の特注リュート「ストラトフォートレスII世」を愛用。戦士としての腕も確かだが、自らはあくまで音楽家と称する。裏表のない明るい性格で、派手好き、バクチ好きの女好き。そのため金銭感覚がルーズで、常に他人に借金をしてしのいでいる。偶々行きあった他人のために大借金を背負ってしまうなど、バカはバカでも「素敵なバカ」と評する者もいる。
タイデル王家から分家した名門貴族・アルバスノット家に次男として生まれたが、堅苦しいことを嫌い自由を愛するその性格と、よくできた兄へのコンプレックスから家を飛び出した。家から持ち出した銀のレイピアを愛用しているが、これは伝説の勇者グラックスの所持していた魔剣シルバーブリーズであることが物語終盤で明らかになった。また、初期設定ではダイヤルを回すと「マーチ」の呪歌が流れるという腕輪「ブラスバンド」を所持していることになっていたが、劇中でこのマジックアイテムが使用されることがなかった。
サティア・アディ
芸術神ヴェーナーの司祭にして吟遊詩人。外見上は15歳くらいに見えるが、実は17歳の自立した娘までいるハーフエルフの女性。娘サラサが自立したために、15年前に謎の失踪を遂げた夫ジャミルを探す旅に出ようかと思っていたところ、バンドを結成し世界に音楽を広めよう、というリュクティの誘いに乗った。特技は家事全般で、特に料理が得意。優しく面倒見のよい性格のため、メンバーの保護者的役割を担う「パーティのおふくろさん」。リーダーのリュクティが金銭感覚に欠け優柔不断であるため、ナイトブレイカーズの金庫番にして影のリーダーでもある。ナイトブレイカーズ結成当初はリュートを弾いていたが、旅の途中で手に入れた「音楽の泉へのキーボード」を気に入ったため、キーボードに転向している。
ある事情からマジックアイテムを嫌っており、仲間が使うのはともかく、自分では触れようともしない。
イーシャ・レン・ギルガメッシュ
アレクラスト一の武闘家を目指すハーフエルフの少女。「ボウイ」という通り名を持ち、それが示すように服装も口調もまるで少年のようで、一人称は「ボク」。優秀な魔術師を輩出してきたオランの名家に生まれ、幼少時より魔術の修行をさせられていたために、古代語魔法も使うことができる（彼女の使用する棍はメイジ・スタッフでもある）。武闘家としての修行に熱中して魔術の修行をおろそかにしたために、親の決めた婚約者と結婚させられそうになったので、家を飛び出した。
その後レイハと知り合い、コンビを組んで冒険者として活動。貴重品運搬の護衛の仕事で訪れたベルダインでリュクティと出会い、レイハとともにナイトブレイカーズにメンバー入りする。しかしひどい音痴で、歌うと「ビブラート」の効果を発揮するほどであり、楽器の扱いも苦手であったが、棍を扱う感覚で使えるスタッフ・フルートという特殊な楽器を入手してその問題を克服した。彼女の幼馴染によると、音痴になったのは親の取り決めに対する反発が原因で、本来は美声の持ち主。旅の途中で黒猫のアンラッキーを使い魔としている。
レイハティア・アリアレート
通称レイハ。草原の国ミラルゴ出身の女戦士で、有力部族の族長の次女。将来は姉が次期族長を継ぎ、自身はその補佐となることが決定しているため、見聞を広めるために旅に出た。長身で野性味ある美女だが、結婚する相手にしか肌を見せてはならないという部族の掟により、常に長袖長ズボンで、人の多い場所では覆面までする（実はそれは部族の掟だけでなく、全身に施された「戦乙女の紋」という特殊な刺青を隠すためでもある）。コマンドワードを唱えることで刀身に炎をまとう魔剣「フレイムブレード」を持つ。ナイトブレイカーズではドラムスを担当。
常に冷静沈着で、厳しい印象を受けるが、その実優しい心を持つ女性である。旅の中のアクシデントがきっかけで、リュクティと愛し合う仲になる。
シャディ・ビーン
プロミジー出身の女盗賊。グラマラスな身体を自ら誇るように露出度の高い服装を好む。プロミジーでは全身を覆う赤い衣装を着ていたことから「スカーレット」という通り名で呼ばれていたが、盗賊ギルドのギルドマスターの息子を殴り飛ばしてプロミジーを飛び出し、ベルダインへ流れて来た。ベルダインでは盗賊働きは行わず、カジノ「竜の目」で踊り子として暮らしていた。勧誘に来たリュクティの「新しい音楽」が耳から離れず、ナイトブレイカーズ入りしてボーカルを担当することになる。踊りに使うと見ている者を魅了する効果を持つミスリル銀製のショートソード「チャームブレード」を持つ。
ティリー
幼少時に秘密結社「死神」に拉致され、記憶と感情を消されて暗殺者としての訓練を受けさせられたという数奇な運命を背負った精霊使いの少年。「死神」がタラントの騎士団に壊滅させられた際に救出され、山奥に住むハーフエルフの精霊使いに預けられて人間性を取り戻した。ティリーという名はそのハーフエルフがつけたものである。社会勉強のためにベルダインの魔術師クラモン邸で下働きをしていたが、「人間消失事件」に巻き込まれたことでリュクティたちと出会う。後に自らの家族の手がかりがプロミジーにあると知り、ナイトブレイカーズの旅に同行を申し出る。物語が進むにつれてさらに複雑な出生の秘密が明らかとなっていった。

## 華やかなる時代
ソードワールドRPGアドベンチャー（開始前の企画名は『西部諸国アドベンチャー』）は読者の投稿ハガキから選ばれたキャラクターを主人公とし、投稿されたアイディアを用いて小説を書くという企画で、ソードワールド企画の総集編ともいえるものであった。当初はリプレイや実際のゲームを意識したソードワールドのゲーム用語を用いた文体で書かれており特徴的であったが、不評だったため後に通常の小説の文体に戻している。それにつれストーリーもシリアスになっていき、小説作品としての完成度も高まっていった。ちなみに第1話は前企画『フォーセリア・ガゼット』に採用された事件をベースに書かれている。
企画が後期に入った1996年下半期には『西部諸国ワールドガイド』に収録するアイディアの募集も並行して行われた。「善良なファラリス信者」の流行にストップがかかったのもこの企画上でのことである。
なお、企画開始当初から中盤まではハガキ紹介ページはカラーであった。

## ソード・ワールド作品中の変り種
他の作者の下でなら認められないような特殊な設定のキャラクター（モンスター）その他が数多く紹介・採用されては紙面を賑わせていたのもアドベンチャーの特徴である。企画開始時の募集の応募作で没となったもののカラーイラスト紹介の栄誉を受けた「コモリアカマダラオオガエルのチャーザ」（後日、ハガキ紹介ページの草河遊也のイラストにおいても描かれた）を筆頭に主人公のナイトブレイカーズ、フラワー・チルドレンなどはアドベンチャー、西部諸国ならではのキャラクターである。このほか企画が同時進行していたリプレイ第3部で誕生した怪物モケケピロピロをネタにした投稿ハガキなども紹介されており、ライト化する以前のソード・ワールドRPG作品にあってはバリアントを除けばバブリーズ、スチャラカ冒険隊と並ぶ話題性、娯楽性の高い企画であった。
なお、読者投稿をベースにしている為、他の作品のパロディなども多く見られる（あまりに露骨で採用できなかったと思われるもののいくつかは誌上で紹介されていた。採用された中にも当時は通常の投稿と思われながら、後日投稿者本人がパロディであることを公言したり、公言しなかったが他の投稿者に感づかれ発覚した例が多数ある。後者の代表例には後半に登場した「スノー・メイデン」がある。登場と同時に美少女戦士セーラームーンのパロディであると見抜いた読者がおり、登場した翌々月の1995年4月号には早くも「悪こそ正義の美少女盗賊戦隊　スノーメイデン　死神にかわっておしおきよ！」というイラストハガキが紹介されていた。なお、このキャラクターは別の投稿者に好まれて設定が掘り下げられ、メンバー全員の個人名が設定されたほか、単行本4巻ではイラスト化されて口絵を飾っている）。例えば、最強魔獣の設定に関する強殖装甲ガイバーのアプトムを想起させる「倒した敵を融合しその能力を吸収する」という内容の投稿などである。最強魔獣の倒し方は恐らく『魔獣戦士ルナ・ヴァルガー』が元ネタである。

## 展開
新ソード・ワールドRPGリプレイWaltzにおいては、同企画や西部諸国ワールドガイドで作られた設定の活用が多数見られる。2巻以降では意識的に活用していると思われる設定の出し方がなされている。

## 作品一覧
- 『ベルダイン熱狂!』 ISBN 4-8291-4284-7
- 『アルバトロス追撃!』 ISBN 4-8291-4303-7
- 『タイデル騒乱!』 ISBN 4-8291-4315-0
- 『プロミジー急転!』 ISBN 4-8291-4325-8
- 『ナイトブレイカーズ爆発!』 ISBN 4-8291-4333-9